# Nasser al-Johar
Pour les articles homonymes, voir Johar (homonymie).
Nasser Al-Johar, né en 1943, est un ancien footballeur et un entraineur de football saoudien.

## Carrière

### Joueur
- 1961-1984 : Al Nasr Riyad ( Arabie saoudite)

### Entraineur
- 1987-2000 : Al Nasr Riyad ( Arabie saoudite)
- juil. 2000-juil. 2003 : Arabie saoudite
- juil. 2008-fév. 2009 : Arabie saoudite
- jan.2011 : Arabie saoudite